# Bobsleje na Zimowych Igrzyskach Olimpijskich 2006
Bobsleje na Zimowych Igrzyskach Olimpijskich 2006 – jedna z dyscyplin rozgrywanych podczas igrzysk w Turynie dniach 17–26 lutego 2006 na torze w Cesana Pariol. Zawodnicy i zawodniczki rywalizowali w dwójkach mężczyzn, czwórkach mężczyzn i w dwójkach kobiet. Bobsleiści o medale podczas igrzysk walczyli po raz 19.

## Mężczyźni

### Dwójki mężczyzn
| M | Państwo             | Zawodnicy                            | Czas    |
| - | ------------------- | ------------------------------------ | ------- |
| 1 | Niemcy I            | André Lange Kevin Kuske              | 3:43.38 |
| 2 | Kanada I            | Pierre Lueders Lascelles Oniel Brown | 3:43.59 |
| 3 | Szwajcaria I        | Martin Annen Beat Hefti              | 3:43.73 |
| 4 | Rosja I             | Aleksandr Zubkow Aleksiej Wojewoda   | 3:44.00 |
| 5 | Niemcy II           | Matthias Höpfner Marc Kühne          | 3:44.25 |
| 6 | Łotwa I             | Jānis Miņins Daumants Dreiškens      | 3:44.63 |
| 7 | Stany Zjednoczone I | Todd Hays Pavle Jovanovic            | 3:44.72 |
| 8 | Szwajcaria II       | Ivo Rüegg Cédric Grand               | 3:44.86 |

Data: 19.02.2006

### Czwórki mężczyzn
| M  | Państwo             | Zawodnicy                                                                | Czas    |
| -- | ------------------- | ------------------------------------------------------------------------ | ------- |
| 1  | Niemcy I            | André Lange René Hoppe Kevin Kuske Martin Putze                          | 3:40.42 |
| 2  | Rosja I             | Aleksandr Zubkow Filipp Jegorow Aleksiej Sieliwierstow Aleksiej Wojewoda | 3:40.55 |
| 3  | Szwajcaria I        | Martin Annen Thomas Lamparter Beat Hefti Cédric Grand                    | 3:40.83 |
| 4  | Kanada I            | Pierre Lueders Ken Kotyk Morgan Alexander Lascelles Brown                | 3:40.92 |
| 5  | Niemcy II           | René Spies Christoph Heyder Enrico Kühn Alexander Metzger                | 3:41.04 |
| 6  | Stany Zjednoczone   | Steven Holcomb Curt Tomasevicz Bill Schuffenhauer Lorenzo Smith III      | 3:41.36 |
| 7  | Stany Zjednoczone I | Todd Hays Pavle Jovanovic Steve Mesler Brock Kreitzburg                  | 3:41.44 |
| 8  | Szwajcaria II       | Ivo Rüegg Andi Gees Roman Handschin Christian Aebli                      | 3:41.80 |
| –  | –                   | –                                                                        | –       |
| 15 | Polska              | Dawid Kupczyk Michał Zblewski Mariusz Latkowski Marcin Płacheta          | 3:43.02 |

Data: 25.02.2006

## Kobiety

### Dwójki kobiet

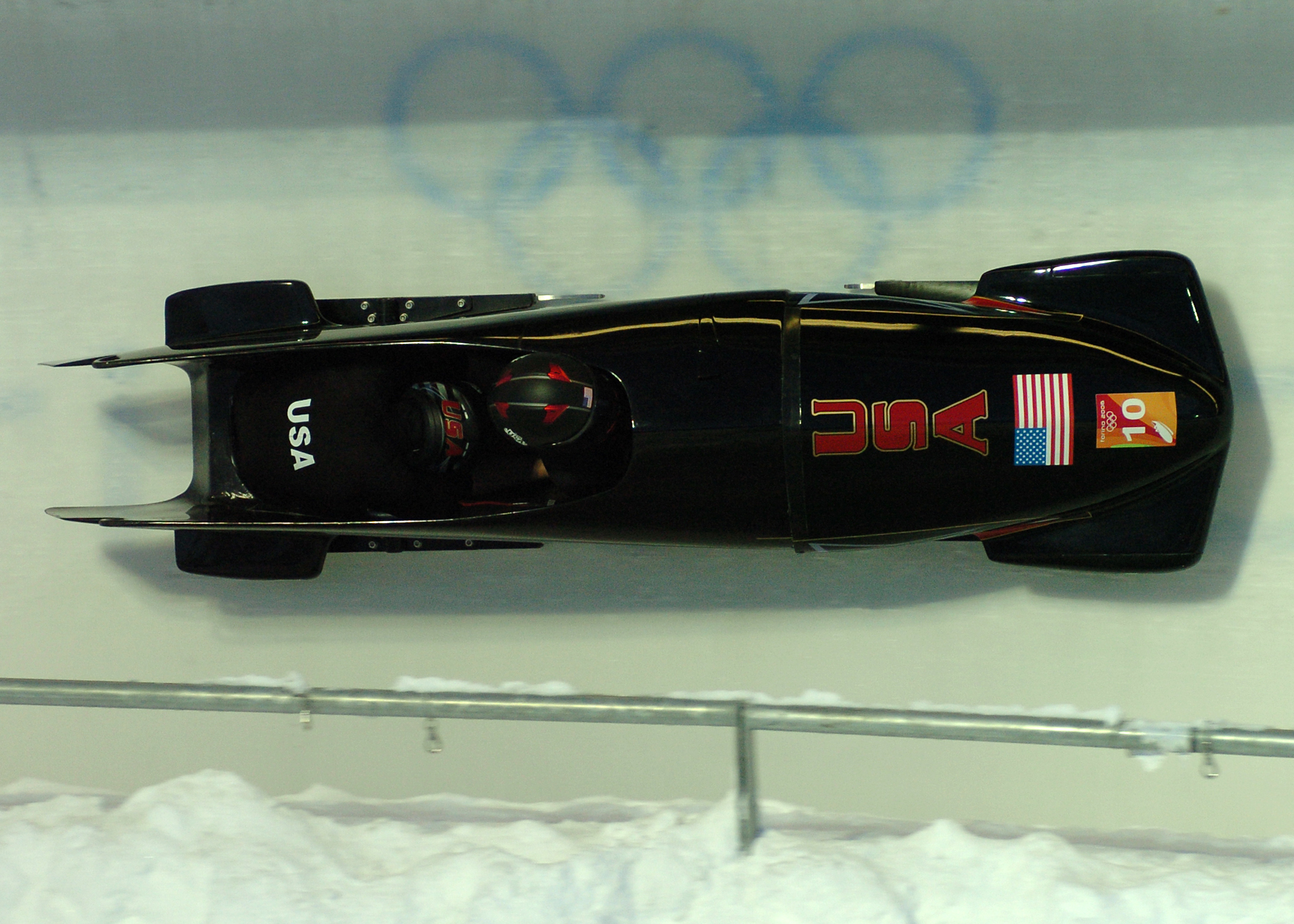
Zdobywczynie 2 miejsca ekipa USA

| M | Państwo              | Zawodniczki                          | Czas    |
| - | -------------------- | ------------------------------------ | ------- |
| 1 | Niemcy I             | Sandra Kiriasis Anja Schneiderheinze | 3:49.98 |
| 2 | Stany Zjednoczone I  | Shauna Rohbock Valerie Fleming       | 3:50.69 |
| 3 | Włochy I             | Gerda Weissensteiner Jennifer Isacco | 3:51.01 |
| 4 | Kanada I             | Helen Upperton Heather Moyse         | 3:51.06 |
| 5 | Niemcy II            | Susi Erdmann Nicole Herschmann       | 3:51.32 |
| 6 | Stany Zjednoczone II | Jean Prahm Vonetta Flowers           | 3:51.78 |
| 7 | Rosja I              | Wiktorija Tokowa Nadieżda Orłowa     | 3:51.93 |
| 8 | Szwajcaria I         | Maya Bamert Martina Feusi            | 3:52.04 |

Data: 21.02.2006